# Joseph A. Wolf

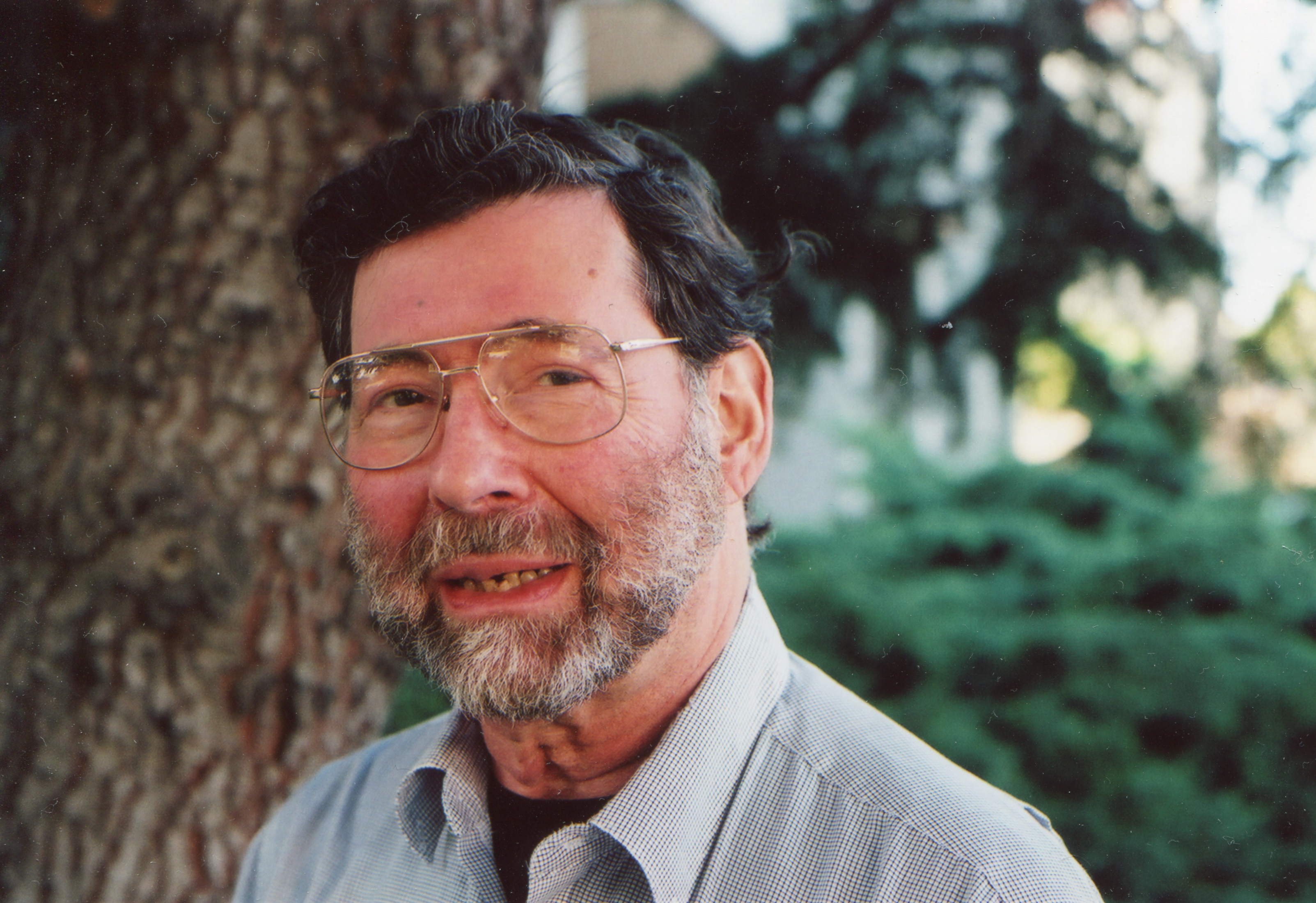
Joseph A. Wolf im Jahr 2005

Joseph Albert Wolf (* 18. Oktober 1936 in Chicago; † 14. August 2023) war ein US-amerikanischer Mathematiker. Er war Professor an der University of California, Berkeley.

## Werdegang
Wolf studierte an der University of Chicago mit Bachelor-Abschluss 1956, Master-Abschluss 1957 und Promotion bei S. S. Chern 1959 (On the manifolds covered by a given compact, connected Riemannian homogeneous manifold). Als Post-Doktorand war er von 1960 bis 1962 am Institute for Advanced Study (und nochmals 1965/66). Ab 1962 war er Assistant Professor und ab 1966 Professor in Berkeley.
Wolf befasste sich mit Anwendungen der Gruppentheorie in Fragen der Differentialgeometrie, bei komplexen Mannigfaltigkeiten, in der harmonischen Analyse bis hin zu Anwendungen in der Theorie der Elementarteilchen und Kontrolltheorie.
1994 erhielt er den Humboldt-Forschungspreis und 1977 die Medaille der Universität Lüttich. 1989 erhielt er eine Ehrenprofessur an der Nationalen Universität von Cordoba in Argentinien. In den Jahren 1972/73 und 1983/84 war er Miller Professor in Berkeley.
Er war Fellow der American Mathematical Society und Mitglied der Schweizerischen Mathematischen Gesellschaft. Von 1965 bis 1967 war er Sloan Research Fellow.

## Schriften
- Spaces of constant curvature, McGraw Hill 1967, 6. Auflage AMS Chelsea Publ. 2011
- Harmonic analysis on commutative spaces, American Mathematical Society, Mathematical Surveys and Monographs, Vol. 142, 2007
- Spherical functions on Euclidean space, J. Funct. Anal., Band 239, 2006, S. 127–136
- mit Gregor Fels, Alan Huckleberry Cycle spaces of flag domains: a complex geometric viewpoint, Progress in Mathematics 245, Birkhäuser, 2006
- Classification and fourier inversion for parabolic subgroups with square integrable nilradical, Memoirs AMS 225, 1979
- Unitary representations of maximal parabolic subgroups of the classical groups, Memoirs AMS 180, 1976
- Representations on partially holomorphic cohomology spaces, Memoirs AMS 138, 1974
- Herausgeber Harmonic analysis and representations of semisimple Lie groups, (NATO Advanced Study Institute, Lüttich 1977), Reidel 1980
- Principal series representations of direct limit groups, Compositio Math. 141, 2005, 1504–1530
- Complex forms of quaternionic symmetric spaces, in Complex, contact and symmetric manifolds,  Progress in Mathematics 234, Birkhäuser 2005, S. 265–277
- Locally symmetric homogeneous spaces, Comm. Math. Helvetici, Band 37, 1962, S. 65–101
- Self adjoint function spaces on Riemannian symmetric manifolds, Transactions AMS, Band 113, 1964, S. 299–315